# Kinderwagen

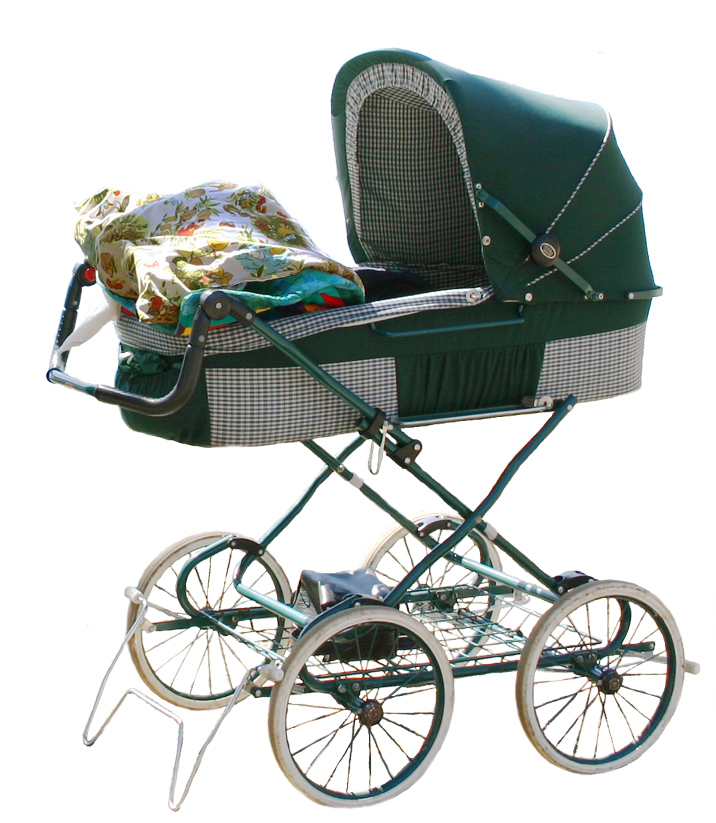
'Ouderwetse' kinderwagen.

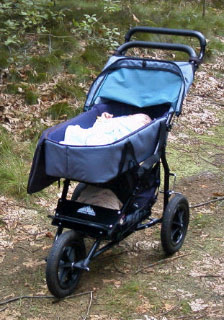
'Moderne' all-terrain kinderwagen.

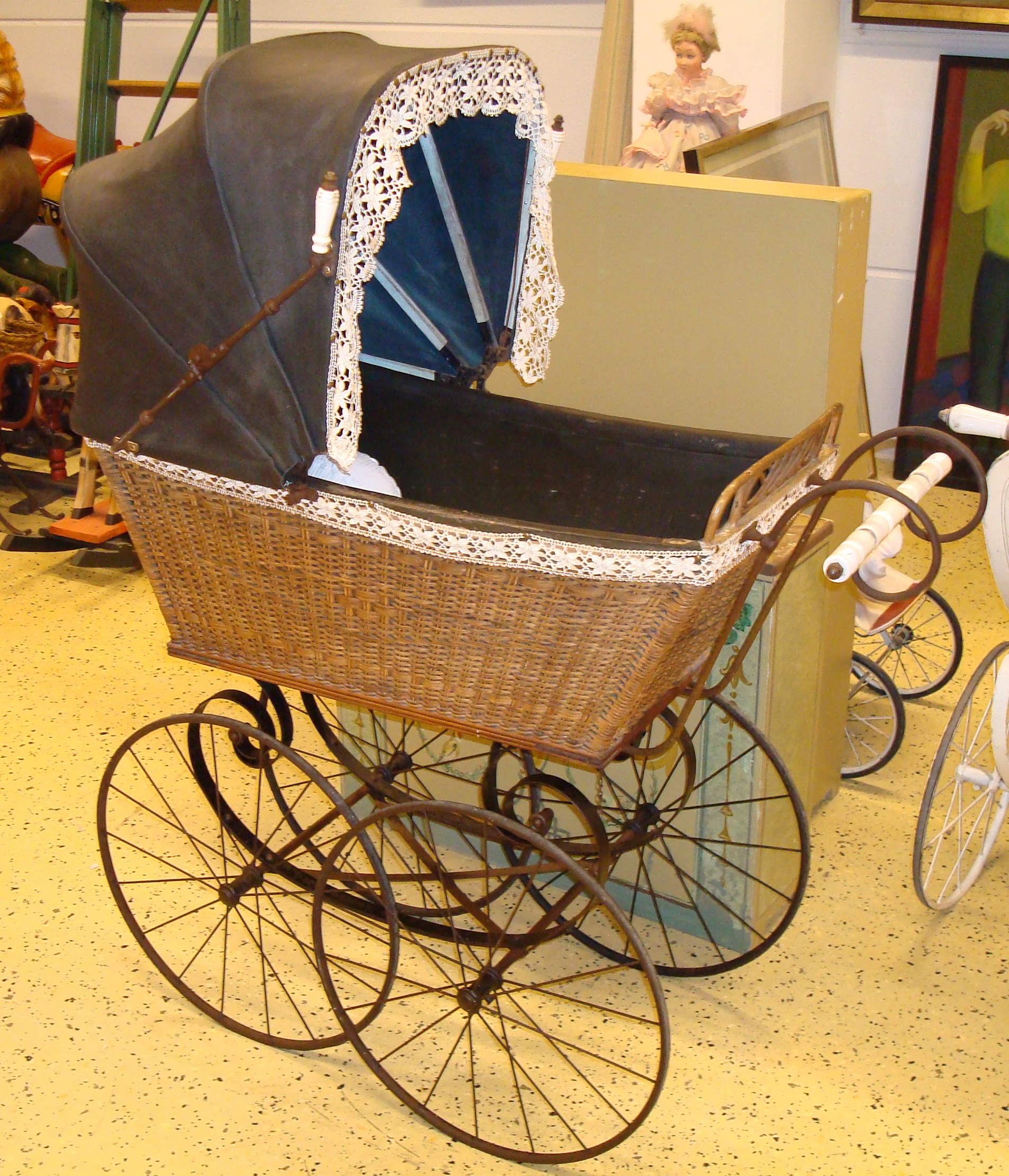
Historische kinderwagen

Een kinderwagen (ook (kinder)koets genoemd) is een wagen waarin kinderen vervoerd kunnen worden. Voor de allerkleinsten, die nog niet kunnen zitten, zit er een klein wiegje met een windscherm bovenop.
Voor kinderen die al kunnen zitten, is het een stoeltje dat vaak in een slaappositie kan worden geklapt, deze vorm wordt meestal wandelwagen of buggy genoemd.

## Soorten kinderwagens

### Klassieke kinderwagen
De klassieke of ouderwetse kinderwagen, pas algemeen in gebruik vanaf 1855, wordt ook wel koets genoemd. Deze had in de 19e eeuw drie wielen, omdat in veel plaatsen een vierwielig voertuig niet op het voetpad mocht rijden. Sinds de 20e eeuw heeft de wagen vier wielen met massieve rubberen banden, samen met een systeem voor de vering.
Er bestaan veel verschillende modellen doordat er in die tijd jaarlijks verschillende types op de markt kwamen. Afwisselend stonden ze hoog op grote wielen, en laag op kleine wielen. De bruine of zwarte kleur veranderde in lichte tinten.
De klassieke kinderwagen uit de jaren vijftig, zestig en zeventig is weer terug in het straatbeeld. De wagens zijn geliefd om de grote bak waarin de baby ligt, de vering en het uiterlijk. Deze kinderwagens zijn geschikt voor baby’s tot 12 à 18 maanden.

### Moderne kinderwagen
De hedendaagse kinderwagen heeft drie of vier wielen met luchtbanden, schuimbanden of massieve banden. Vaak is het wiel ook afneembaar. Kinderwagens met 3 wielen zijn over het algemeen wendbaar. Bij 4 wielen is de kinderwagen stabieler.
Een veilige kinderwagen voldoet aan het Europese norm EN 1888. Deze norm geeft voorkeur aan o.a. 4 wielen, een rem op de 2 achterste wielen, voldoende ventilatie en een dubbele beveiliging tegen inklappen. De vering van de moderne kinderwagen is veel stijver dan die van de klassieke kinderwagen, of soms helemaal afwezig. Wel heeft de nieuwe generatie kinderwagens een ruime mogelijkheid voor boodschappen onderin.
Als er meer kinderen vervoerd worden, zijn er wandelwagens waar twee kinderen zij aan zij kunnen zitten en kinderwagens voor twee baby's die boven elkaar geplaatst zijn. Een groter kind kan achteraan staan op zo een 'aanhangwagen'.

### Wandelwagen of buggy
Een wandelwagen of buggy is een compacte en lichte wandelwagen, vooral gericht op stadsgebruik. Buggy's zijn meestal minder geschikt om een kind voor langere tijd in te vervoeren. Ze zijn makkelijk en klein opvouwbaar en kunnen daardoor eenvoudig meegenomen worden in de auto, het openbaar vervoer of, met een speciale drager, op de fiets.

### Maxi-Cosi
Maxi-Cosi is een merknaam (en door merkverwatering ook een soortnaam) waarmee kinderzitjes worden aangeduid die op verschillende dragers gemonteerd kunnen worden zoals autostoelen of -banken en kinderwagens. De montage en demontage is meestal gestandaardiseerd, al dan niet middels adapters.